# NGC 5192
NGC 5192 est une lointaine galaxie spirale située dans la constellation de la Vierge. Sa vitesse par rapport au fond diffus cosmologique est de 11 110 ± 21 km/s, ce qui correspond à une distance de Hubble de 164 ± 11 Mpc (∼535 millions d'al). NGC 5192 a été découverte par l'astronome allemand Albert Marth  en 1864.
La classe de luminosité de NGC 5192 est I et elle renferme également des régions d'hydrogène ionisé.